# Sérgio Moras
Sérgio Mário Rodrigues Moras (Angola, 27 de agosto de 1975) é um actor português.

## Biografia
Sérgio Moras iniciou a sua actividade como Actor no Grupo de Teatro Universitário NNT da Faculdade de Ciências e Tecnologiasda Universidade Nova de Lisboa.
Estreia-se como profissional na Expo 98, em 1998, no espectáculo diário de Teatro de Rua A Peregrinação.
No final de 1998, integra o elenco do grupo dirigido por Hélder Costa e Maria do Céu Guerra, A Barraca no qual é actor residente.

## Participação como actor em teatro
- Romance da Raposa, de Aquilino Ribeiro, adaptação e encenação de Rita Lello – Grupo A Barraca; 2012.
- O Fantasma de Chico Morto, texto e encenação de Pedro Cardoso – Grupo A Barraca; 2012.
- Rumor, de Mário de Carvalho – Grupo A Barraca; 2011.
- As Peúgas de Einstein, de Hélder Costa – Grupo A Barraca; 2011.
- Angel City, de Sam Shepard – Grupo A Barraca; 2010.
- A Balada da Margem Sul, de Hélder Costa – Grupo A Barraca; 2010.
- O Inspector Geral, de Nikolai Gogol – Grupo A Barraca; 2009.
- O Professor de Darwin, de Hélder Costa – Grupo A Barraca; 2009.
- Obviamente Demito-o!, de Hélder Costa – Grupo A Barraca; 2008.
- Antígona, de Sófocles – Grupo A Barraca.
- Agosto, a partir de textos de Ferreira Castro, José Rodrigues Miguéis, Dias Melo, João de Melo, Manuela Degerine, Olga Gonçalves – Grupo A Barraca.
- A Herança Maldita, de Augusto Boal – Grupo A Barraca.
- Felizmente há Luar!, de Luís de Sttau Monteiro – Grupo A Barraca.
- O Conto da Ilha Desconhecida, de José Saramago – Grupo A Barraca.
- A Princesa do Amor de Sal, adaptação de Rita Lello – Grupo A Barraca.
- O Mistério da Camioneta Fantasma, de Hélder Costa – Grupo A Barraca; 2005 e 2010.
- Mater, de João D'Ávila – Grupo A Barraca.
- Ser e não Ser ou Estórias do Teatro, de Maria do Céu Guerra – Grupo A Barraca.
- Os Renascentistas, de Hélder Costa – Grupo A Barraca.
- A Revolta dos Bonecos, de Maria Lúcia – Grupo A Barraca.
- Nós temos os pés grandes porque somos muito altas, de Carlos Santiago – Grupo A Barraca.
- Marilyn meu Amor, de Hélder Costa – Grupo A Barraca.
- A Relíquia, de Eça de Queirós – Grupo A Barraca.
- Abril em Portugal, de Hélder Costa – Grupo A Barraca.
- Fernão Mentes, de Hélder Costa – Grupo A Barraca.
- Um Dia tão Estúpido, de Dário Fo – Grupo A Barraca.

## Participação como actor em televisão
- Dancin' Days - Telenovela, participação, SP Televisão para SIC em 2012
- República de Abril - Gala, participação com excerto da peça A Balada da Margem Sul de Hélder Costa e música de Jorge Palma, ao vivo no Coliseu dos Recreios, para a RTP 1; 2010.
- Ganância - Telenovela, participação, NBP para SIC em 2001.
- La Brigade - Série de Acção Francesa, participação, para a M6.